# Böğrüpek, Başkale
Böğrüpek là một xã thuộc thành phố Başkale, tỉnh Van, Thổ Nhĩ Kỳ. Dân số thời điểm năm 2011 là 1.86 người.